# بورتسموث الجنوبية (دائرة انتخابية في المملكة المتحدة)
بورتسموث الجنوبية (بالإنجليزية: Portsmouth South)‏ هي إحدى الدوائر الانتخابية في المملكة المتحدة الممثلة في مجلس العموم في برلمان المملكة المتحدة.
|
}}</ref>
عضو البرلمان الذي يمثلها حالياً هو :Mr Mike Hancock CBE (LD).